# Dekanat Wieliczka Zachód
Dekanat Wieliczka Zachód – jeden z 45 dekanatów w rzymskokatolickiej archidiecezji krakowskiej. Został utworzony dekretem księdza kardynała Stanisława Dziwisza z dnia 26 sierpnia 2014 roku dotyczącym podziału dekanatu Wieliczka.

## Parafie
W skład dekanatu wchodzi 8 parafii:
- Parafia Matki Bożej Fatimskiej w Golkowicach
- Parafia Matki Bożej Częstochowskiej w Gorzkowie
- Parafia Podwyższenia Krzyża Świętego w Janowicach
- Parafia Trójcy Świętej w Koźmicach Wielkich
- Parafia Ducha Świętego w Podstolicach
- Parafia Matki Bożej Częstochowskiej w Sierczy
- Parafia Pana Jezusa Dobrego Pasterza w Sygneczowie
- Parafia św. Pawła Apostoła w Wieliczce

Do dekanatu należy również rektorat Matki Boskiej Różańcowej w Byszycach.